# Shy Boy (chanson de Secret)
Singles de Secret
Madonna (en)
(2010) Starlight Moonlight (en)
(2011)
Shy Boy (en coréen : 샤이보이) est un single du girl group sud-coréen Secret sorti le 6 janvier 2011 sous le label TS Entertainment. Il est écrit et produit par Kang Jiwon et Kim Kibum.
La version japonaise du single est publiée sur le premier EP japonais du groupe, intitulé Shy Boy. D'après le Gaon, le single comptabilise plus de 2 215 864 ventes au 31 décembre 2011.

## Sortie
Secret publie un teaser de Shy Boy le 2 janvier 2011. Le single sort dans les bacs et sur les sites de ventes numériques le 6 janvier. Le clip officiel est dévoilé le même jour.
Le 21 janvier 2011, toutes les copies physiques initiales du single sont écoulées. Un représentant de TS Entertainment déclare : « Les ventes d'album dépassent nos prévisions. Nous regrettons de n'avoir pu fournir suffisamment de copies aux magasins de musique, mais nous livrerons de nouveaux stocks dès que possible. »

## Liste des pistes
Single coréen :
| 1.    | 샤이보이 (Shy Boy)                | 3:38 |
| 2.    | No. 1                             | 3:27 |
| 3.    | 샤이보이 (Shy Boy) (Instrumental) | 3:38 |
| 4.    | No. 1 (Instrumental)              | 3:27 |
| 14:10 |                                   |      |

## Représentations
La chanson est d'abord interprétée par Secret dans l'émission M Countdown le 6 janvier 2011. Elle est ensuite jouée par le groupe dans les émissions Music Bank, Music Core et Inkigayo en janvier et février 2011.

## Clip vidéo
Le clip vidéo de Shy Boy, réalisé par Hong Wonki, sort le 6 janvier 2011.
La scène se déroule dans un décor américain des années 1950 et 1960. On y voit entre autres les membres de Secret danser le swing. Le chanteur Son Heonsoo apparaît dans le clip, de même que les artsites Bang Yong-guk, Kim Himchan et Moon Jong-up du groupe B.A.P.

## Classements et ventes
En Corée du Sud, Shy Boy atteint la 18e place du Gaon Single Chart la semaine du 8 janvier 2011. Elle se hisse en 2e position la semaine suivante, puis retombe à la 4e place la troisième semaine. Elle se maintient ensuite dans le top 10 durant trois semaines.
Shy Boy atteint la 5e place d'un classement des chansons les plus vendues et les plus streamées en 2011 établi par Olleh Music.
Le CD single de Shy Boy débute en 11e position du Gaon Monthly Album Chart avec 7 818 ventes au mois de janvier 2011. En novembre 2011, il totalise plus de 21 294 ventes en Corée du Sud.
| Classement               | Meilleure position |
| ------------------------ | ------------------ |
| Gaon Weekly Album Chart  | 4                  |
| Gaon Monthly Album Chart | 11                 |

| Classement               | Ventes,                                            |
| ------------------------ | -------------------------------------------------- |
| Ventes physiques (Gaon)  | Plus de 21 294 ( Corée du Sud)                     |
| Ventes numériques (Gaon) | Plus de 2 215 864 ( Corée du Sud, 2011 uniquement) |

| Shy Boy | 2   |
| No. 1   | 190 |

### Shy Boy
| Classement             | Meilleure position |
| ---------------------- | ------------------ |
| Gaon Singles Chart     | 2                  |
| Gaon Local Singles     | 2                  |
| Gaon Monthly Singles   | 3                  |
| Gaon Streaming Singles | 2                  |
| Gaon Download Singles  | 2                  |
| Gaon Mobile Ringtone   | 2                  |
| Gaon Karaoke           | 2                  |

## Crédit et personnel
Ces crédits sont tirés du livret du single.
- Kim Tae-sung – producteur délégué (co-production)
- Song Jieun – voix
- Han Sunhwa – voix
- Jun Hyoseong – voix
- Jung Ha-na – voix, rap
- Kang Jiwon – co-production, paroles, arrangement, musique
- Kim Kibum – co-production, paroles, musique

### Article général
- Discographie de Secret